# Mandarinmes
Mandarinmes (Periparus venustulus) är en liten fågel i familjen mesar inom ordningen tättingar. Arten är endemisk för blandskogar i Kina. Den minskar i antal, men beståndet är livskraftigt.

## Kännetecken

### Utseende
Mandarinmesen är en liten (10 cm) mes med stort huvud och mycket kort stjärt. Den är en av få mesar som uppvisar tydliga skillnader mellan könen och har dessutom olika dräkter under året.
Hanen har svart huvud med smal vit kindfläck och en lång och smal, vit fläck i nacken. Ovansidan är gråblå uppblandat med svart, mot övergumpen silverfärgad. Stjärten är svart med vita stjärtkanter. De svarta vingarna har två rader med vita fläckar som formar vingband. Tertialerna är vitspetsade och de inre vingpennorna gulkantade, vilket formar en vingpanel på sittande fågel. I häckningsdräkt har den en svart haklapp med inslag av gult i mitten vintertid. Undersidan är gul, på flankerna mer olivfärgad.
Honan och ungfågeln är mattare, saknar den svarta haklappen och är mer blågrå eller olivgrå än svart på huvudet. De kan förväxlas med unga svartmesar som ofta har en gul anstrykning undertill, men dessa är aldrig så gula som mandarinmesarna och saknar det vita inslaget i stjärten.

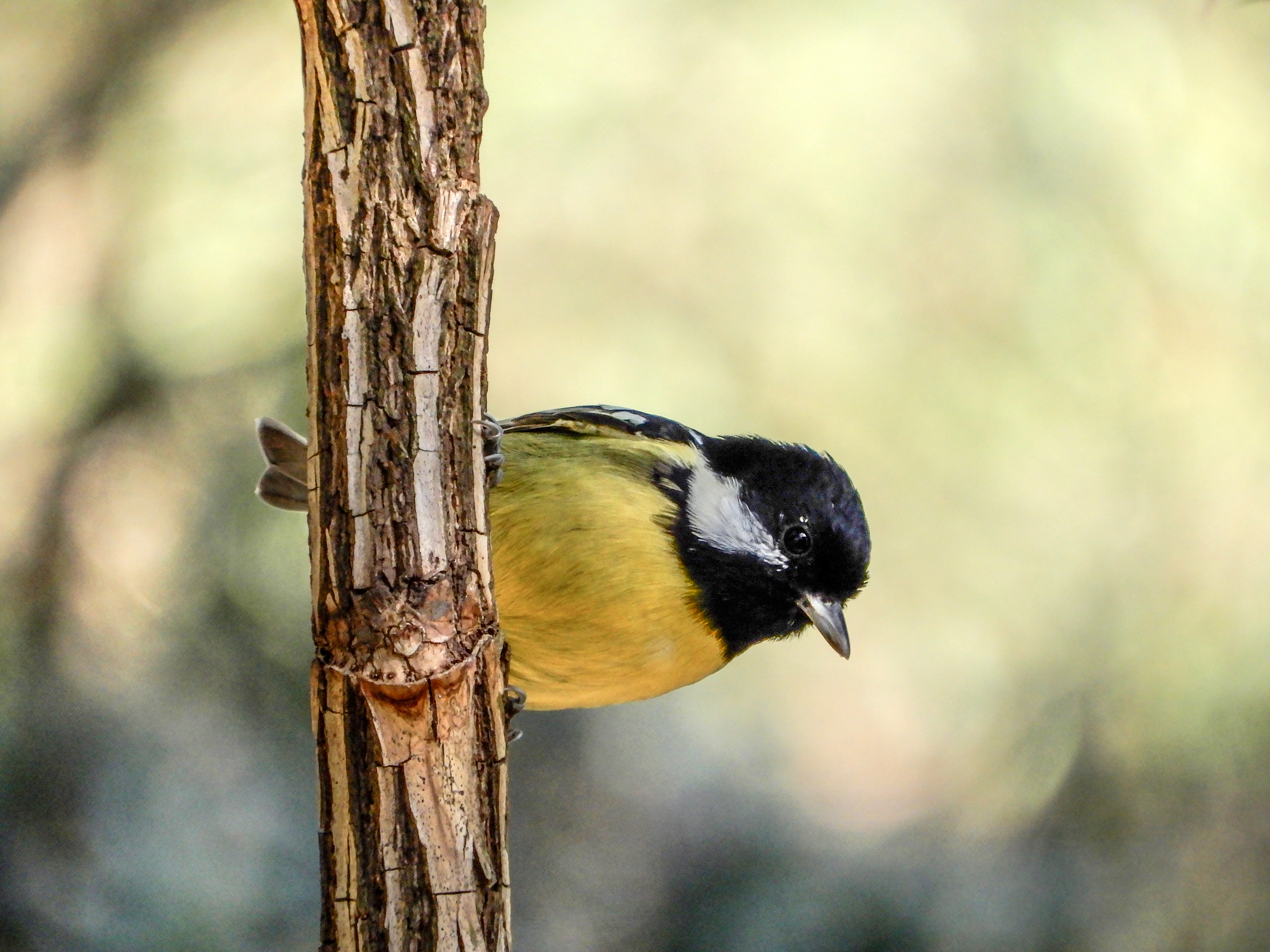

### Läten
Mandarinmesen har en rad olika läten, bland annat nasala "dzee dzee dzee" och titlika "sip-eeh sip zee-zee-zeh". Även ljusa "si-si-si-si-si" hörs, liksom tunna och mjuka "sit-oo". Sången är en gäll en- eller tvåstavig ton som upprepas två till fem gånger, ibland metallisk, ibland mer elektrisk eller läspande. Den påminner ibland om svartmesens, men är fylligare och mer kraftfull.

## Utbredning och systematik
Fågeln återfinns i blandskog i östra, centrala och södra Kina, närmare bestämt från nordöstra Hebei söderut till södra Gansu, centrala och östra Sichuan och nordöstra Yunnan samt från västra Hubei söderut till nordvästra Guangxi och österut till södra Anhui, centrala Hunan, norra Jiangxi och norra Guangdong. Vintertid ses den även i kustnära områden från Jiangsu söderut till södra Guangdong. Nu och då förekommer även invasioner in i Korea. Den behandlas som monotypisk, det vill säga att den inte delas in i några underarter.

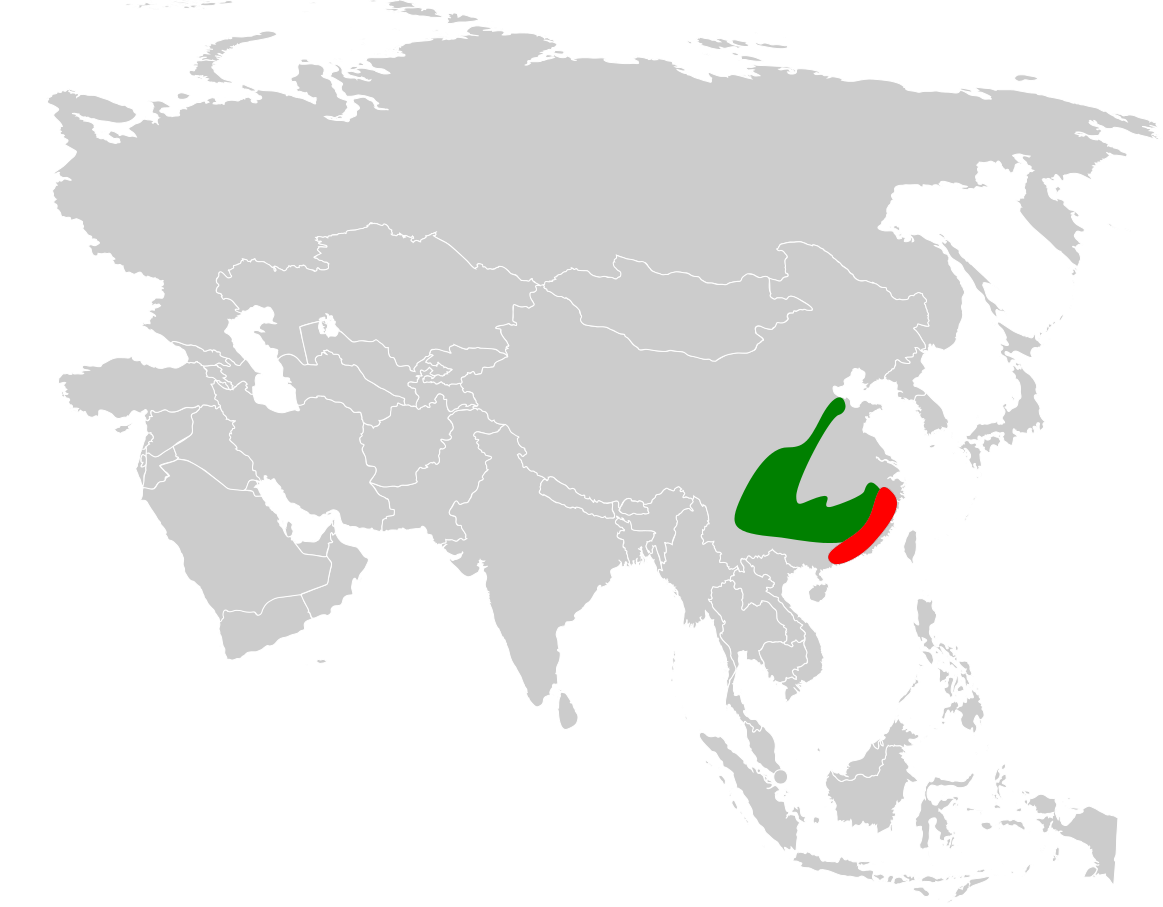
Mandarinmesens utbredningsområde, där grönt betecknar förekomst är året runt, rött endast vintertid.

### Släktestillhörighet
Mandarinmes har tillsammans med praktmes och palawanmes ofta brutits ut till egna släktet Pardaliparus, baserat på genetiska studier. I AviList från 2025 inkluderas dock Pardaliparus i Periparus.

## Levnadssätt
Mandarinmesen hittas i subtropiska löv- och barrskogar på mellan 350 och 3050 meters höjd. Födan är dåligt känd, men tros bestå av små ryggradslösa djur, larver och frön. Den har noterats lagra föda. Fågeln häckar åtminstone i maj och juni. Den bygger ett bo av mossa, löv, växtfibrer, ull och djurhår som den placerar i en naturlig hålighet. Arten är stannfågel och höjdledsflyttare som rör sig till lägre nivåer från november till april.

## Status och hot
Arten har ett stort utbredningsområde och en stor population, men tros minska i antal till följd av habitatförstörelse, dock inte tillräckligt kraftigt för att den ska betraktas som hotad. Internationella naturvårdsunionen IUCN kategoriserar därför arten som livskraftig (LC). Världspopulationen har inte uppskattats men den beskrivs som lokalt vanlig.